# 남민우 (1962년)

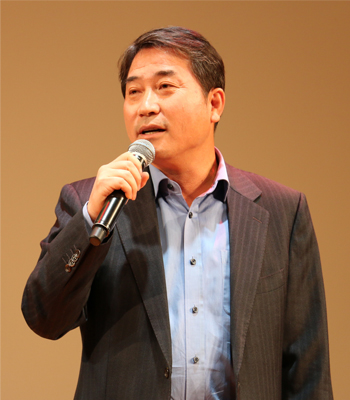
남민우

남민우(南閔祐, 1962년 1월 11일 ~ )는 대한민국의 기업인이다. 다산네트웍스 대표이사이다. 

## 학력
- 서울대학교 기계공학과 학사

## 경력
- 1983년 ~ 1991년 : 대우자동차 기술연구소 연구원
- 1991년 : Korea Ready System 창업
- 1993년 : (주)다산기연(다산네트웍스 전신) 창업
- 1998년 : (주)다산알앤디 창업
- 2000년 : (주)다산네트웍스 코스닥 상장
- 2001년 ~ 2012년 : (사)벤처기업협회(KOVA) 이사/부회장
- 2004년 ~ 2006년 : 한민족글로벌 벤처네트워크(INKE) 의장
- 2007년 ~ 2011년 : 코스닥 상장위원회 위원
- 2006년 : (주)다산TPS 창업
- 2009년 : (주)다산SMC 창업
- 2010년 : 동방성장위원회 위원
- 2011년 ~ 2015년 : 한국청년기업가정신재단 이사
- 2012년 ~ 2015년 : (사)벤처기업협회(KOVA) 회장
- 2013년 ~ 2017년: 한국네트워크산업협회 회장 (현. 명예회장)
- 2013년 ~ 2014년 : 대통령직속 청년위원회 초대 위원장
- 2015년 ~ 2018년: 제2대 한국청년기업가정신재단 이사장
- 2016년 ~ 현재: 한국공학한림원 일반회원
- 2018년 ~ 현재: 한국청년기업가정신재단 이사

## 수상내역
- 2000년 벤처기업대상 산업자원부 장관상 수상
- 2000년 중소 벤처기업 정보통신부 장관상 수상
- 2001년 제2회 정보통신기업 디지털대상 통신부문 중소기업청장상 수상
- 2002년 벤처기업대상 대통령상 수상
- 2004년 외국인 투자 유공자 포상 대통령상 수상
- 2009년 서울세관 모범납세자 기획재정부장관 표창
- 2010년 벤처기업대상 동탑산업훈장 수상
- 2016년 해동기술대상 수상